# Список серий ×××HOLiC
Серии аниме ×××HOLiC (яп. ×××ホリック ×××Хорикку) адаптированы по одноимённой манге — первый сезон с первой главы до 42. Второй сезон, ×××HOLiC: Kei (Kei означает «продолжение») — с главы 43. Состав озвучивающих актёров и прочий персонал остался таким же, как и в первом сезоне.

## Первый сезон (×××HOLiC)
| 1 | Предопределённость «Хицудзэн» (ヒツゼン)        | 6 апреля 2006 г.    |
| Ватануки совершенно случайно забредает в магазин Юко, которая избавляет его от демонов, но требует взамен его часы, заставляет его работать в магазине, и даёт говорящий шарик. На улице он видит девушку, которую доводят злые духи и успокаивает её. Внезапно появившийся демон обволакивает девушку, улыбаясь Ватануки. Он уходит из магазина, но затем возвращается. |                                                 |                     |
| 2 | Ложь «Кёгэн» (キョゲン)                         | 13 апреля 2006 г.   |
| Ватануки хозяйничает в магазине и не слишком хорошо справляется со своими обязанностями. К Юко приходит девушка, у которой мизинец стал очень тяжелым и перестал двигаться. Юко даёт ей кольцо. Кроме работы в магазине Ватануки ещё учится в школе, и безнадежно влюблён в свою одноклассницу. К Юко снова приходит эта же клиентка и говорит, что у неё онемела вся кисть. Юко отвечает, что чтобы избавиться от этого, надо исправить все дурные привычки. Ватануки следит за клиенткой от магазина, и позже обнаруживает, что её дурной привычкой является постоянная ложь.                                                        |                                                 |                     |
| 3 | Ангел «Эндзэру» (エンゼル)                      | 20 апреля 2006 г.   |
| Химавари говорит Юко, что в школе её подруги происходят странные вещи. Юко посылает на это задание Ватануки и Домэки. Юко даёт Ватануки треугольные уши, которые выполняют роль наушников. Ватануки видит, что школой управляют злые демоны. Кроме того, в школе отвратительно пахнет. Для Домэки духи невидимы. Одной из девочек овладевает дух, она пишет страшные вещи и пытается убить одноклассниц, но Ватануки спасает их. Домэки спасает его самого от неминуемой гибели. Демон предстаёт в виде гигантской змеи, которая чуть не съедает Ватануки, но голос Юко из наушников успокаивает её, и демоны навсегда покидают школу. |                                                 |                     |
| 4 | Предсказание «Уранай» (ウラナイ)                | 27 апреля 2006 г.   |
| Юко решает показать Ватануки настоящую предсказательницу |                                                 |                     |
| 5 | Игра словами «Сиритори» (シリトリ)              | 4 мая 2006 г.       |
| Идя ночью к Юко Ватануки случайно наталкивается на лисий магазин, продающий Одэн. Впоследствии идя опять в Одэн магазин, он играет словами с Моконой, чтобы отогнать духов. |                                                 |                     |
| 6 | Потакание своим желаниям «Тандэки» (タンデキ)   | 11 мая 2006 г.      |
| Ватануки и Юко приходят к клиенту, желанием которого является избавиться от зависимости от Интернета. |                                                 |                     |
| 7 | Гортензия «Адзисай» (アジサイ)                  | 18 мая 2006 г.      |
| Дух дождя — Амэ-вараси просит у Юко у помощи в спасении одной из её друзей. |                                                 |                     |
| 8 | Договор «Кэйяку» (ケイヤク)                     | 25 мая 2006 г.      |
| Учитель из школы Ватануки берет в магазине Юко очень опасную вещь. |                                                 |                     |
| 9 | Юбикири «Юбикири» (ユビキリ)                    | 1 июня 2006 г.      |
| Юко получает Трубную лису в качестве платы от Амэ-вараси, в то время как приходит клиент с вредной привычкой проблемой. |                                                 |                     |
| 10 | Освещение «Томосиби» (トモシビ)                 | 8 июня 2006 г.      |
| Юко предлагает провести ночь в храме Домэки за рассказами ста историй о привидениях. |                                                 |                     |
| 11 | Признание «Кокухаку» (コクハク)                 | 15 июня 2006 г.     |
| Когда Дзасики-вараси нечаянно забирает у Домэки душу, Ватануки идёт забрать её обратно, а также узнает настоящие причины похищения. |                                                 |                     |
| 12 | Летний полумрак «Нацукадзэ» (ナツカゲ)          | 22 июня 2006 г.     |
| Летом Ватануки, Юко, Домэки, Химавари вместе едут на пляж. Домэки на всякий случай просит Ватануки попросить помощи. |                                                 |                     |
| 13 | Преобразование «Хэмбо:» (ヘンボウ)              | 29 июня 2006 г.     |
| Одна из школьниц стала странно себя вести после того как у неё появились невидимые остальным крылья. Ватануки расследует это дело. |                                                 |                     |
| 14 | Цепь «Фу:ин» (フウイン)                         | 6 июля 2006 г.      |
| Ватануки и Домэки встречают сестёр близняшек и даже идут с ними на свидание, однако Ватануки чувствует странное поведение одной из них. |                                                 |                     |
| 15 | Освобождение «Кайхо:» (カイホウ)                | 13 июля 2006 г.     |
| Ситуация с двумя сестрами становится опасной, когда одной из них становиться плохо, без всякой на то причины. |                                                 |                     |
| 16 | Очищение. Повторная встреча «Сайкай» (サイカイ) | 20 июля 2006 г.     |
| Чтобы вернуть Трубную лису в настоящую форму, Юко посылает Ватануки в горы чтобы очисть духовную энергию лисы, где он опять встречает Дзасики-вараси. |                                                 |                     |
| 17 | Вред себе «Дзисё:» (ジショウ)                   | 27 июля 2006 г.     |
| Ватануки приводит в магазин женщину, проблемой которой является принятие неразумных решений, противоречащих логике. |                                                 |                     |
| 18 | Фонарик «Хо:дзуки» (ホオズキ)                   | 3 августа 2006 г.   |
| Юко получает магический фонарик и говорит Ватануки и Домэки взять его для участия на необычном шествии духов. |                                                 |                     |
| 19 | Несправедливость «Рифудзин» (リフジン)          | 10 августа 2006 г.  |
| Ватануки, Домэки, Юко, Мокона, Химавари, Дзасики-вараси, Амэ-вараси играют в снежную битву с живыми снеговиками. |                                                 |                     |
| 20 | Расплата «Аганай» (アガナイ)                    | 31 августа 2006 г.  |
| К Юко приходит отчаявшаяся девушка, просящая помощи в избавлении от странной фотографии. |                                                 |                     |
| 21 | Кусачки для ногтей «Цумэкири» (ツメキリ)        | 7 сентября 2006 г.  |
| Ватануки игнорирует некоторые старые предрассудки и этим подвергает себя опасности. |                                                 |                     |
| 22 | Искушение «Ю:ваку» (ユウワク)                   | 14 сентября 2006 г. |
| Ватануки встречает красивую женщину и начинает встречаться с ней каждый день надеясь, скрасить её одиночество, однако ему начинает постепенно становиться всё хуже и хуже. |                                                 |                     |
| 23 | Выбор «Сэнтаку» (センタク)                      | 21 сентября 2006 г. |
| Ватануки продолжает встречаться с женщиной, его состояние продолжает ухудшаться. Домэки решает вмешаться. |                                                 |                     |
| Предыстория (24) | Воспоминания «Цуйоки» (ツイオク)                | 28 сентября 2006 г. |
| Ватануки предается воспоминаниям о детстве, когда ему жизнь сохранил мальчик призрак. |                                                 |                     |

## Второй сезон (×××HOLiC: Kei)
| 1 | Паук (Паутина) «Кумо но су» (蜘蛛 クモノス)        | 3 апреля 2008 г.  |
| В результате несчастного случая, глаз Домэки покрывает магическая паутина. Ватануки, чувствующий вину за случившееся, даёт огромную плату за его излечение.                                   |                                                    |                   |
| 2 | Левый глаз «Хидаримэ» (左眸 ヒダリメ)              | 10 апреля 2008 г. |
| Домэки смотрит оккультные книги в поисках возможности возвращения глаза Ватануки. Когда книга находится, появляется странный дух поедающий содержание книг.                                   |                                                    |                   |
| 3 | Половина «Хамбун» (朋分 ハンブン)                  | 17 апреля 2008 г. |
| После того как Ватануки узнает что Дзасики-вараси похищена, когда начала искать его потерянный глаз, бросается спасать её. Когда он находит её, он узнает кто владеет его глазом.             |                                                    |                   |
| 4 | Продавец снов «Юмэкай» (夢買 ユメカイ)             | 24 апреля 2008 г. |
| Ватануки и Юко встречают странного духа, торгующего снами и вещами из них. |                                                    |                   |
| 5 | Духовное родство (Коханэ) «Коханэ» (由縁 コハネ)   | 1 мая 2008 г.     |
| Ватануки встречает Коханэ Цуюри, маленькую девочку, которая является известным медиумом. Он находит, что они очень похожи.                                                                    |                                                    |                   |
| 6 | Конохана «Конохана» (平和 コノハナ)                | 8 мая 2008 г.     |
| Юко заставляет Ватануки, не знающего правила, играть в маджонг с друзьями возле храма Домэки. Однако это оказывается не только её прихотью.                                                   |                                                    |                   |
| 7 | Вода и девушка-кошка «Мидзукуми» (水猫 ミズクミ)   | 15 мая 2008 г.    |
| По поручению девушки-кошки, Ватануки и Доумэки работают вместе чтобы принести в магазин Юко воду из колодца другого дома. Однако каждый раз набирая там воду они видят в окне силуэт женщины. |                                                    |                   |
| 8 | Звон (Шёпот) «Сасаяки» (鈴音 ササヤキ)             | 22 мая 2008 г.    |
| К Юко приходит клиент — девушка которая боится своего дома. |                                                    |                   |
| 9 | Слухи «Фу:хё:» (流噂 フウヒョウ)                   | 29 мая 2008 г.    |
| Узнав что люди начали ненавидеть и считать что сила Коханэ ложь, Ватануки приходит к ней в гости.                                                                                             |                                                    |                   |
| 10 | Не возвращайся (Осознание) «Кидзуки» (不戻 キヅキ) | 5 июня 2008 г.    |
| Устав смотреть на то как жестоко обращается с Коханэ мать и нелестно отзываются в СМИ, Ватануки забирает её в магазин Юко.                                                                    |                                                    |                   |
| 11 | Секрет (Одиночество) «Хитори» (秘事 ヒトリ)        | 12 июня 2008 г.   |
| У Ватануки возникают вопросы о взаимосвязи Химавари с несчастными случаями. После того как Химавари прикасается к плечу Ватануки — он падает из окна со второго этажа школы.                  |                                                    |                   |
| 12 | Правда «Хонто:» (真実 ホントウ)                    | 19 июня 2008 г.   |
| Ватануки узнает что Химавари и Домэки стали клиентами магазина Юко чтобы сохранить ему жизнь.                                                                                                 |                                                    |                   |
| 13 | Ответный дар «О-каэси» (報恩 オカエシ)             | 26 июня 2008 г.   |
| Лисёнок в благодарность за шарик со сном, дарит Ватануки одэн, впоследствии тот в ответ дарит варежки. Юко и Ватануки встречают Райдзю — повелителя грозы.                                    |                                                    |                   |